# Емануел Пети
Емануел Лоран Пети (фр. Emmanuel Laurent Petit; 22. септембар 1970) је бивши француски фудбалер и национални репрезентативац.

## Клупска каријера
Петит је рођен у Дјепу, лучком граду покрај канала Ламанш на северу земље. Каријеру је започео у нижелигашу ES Arques-la-Bataille.
Године 1988. Пети је са 18 година постао играч Монака. Након што је клуб играо у финалу француског купа 1989, тадашњи тренер Арсен Венгер почео је користити Петија као стандардног играча на позицијама левог крила и централног везног. Са клубом је 1991. освојио француски куп док је 1992. играо у финалу Купа победника купова у којем је Монако изгубио од Вердер Бремена. У својој последњој сезони 1996/97. Емануел Пети је био капитен Монака и са клубом је освојио национално првенство.
Упркос Глазгов ренџерсима који су га хтели довести у клуб, Пети се у јуну 1997. придружио лондонском Арсеналу а вредност трансфера је износила 2,5 милиона фунти. Тамо га је поново тренирао Арсен Венгер који га је с позиције централног везног ставио на место дефанзивног везног где је играо у тандему са сународником Патриком Вијером. Њих двојица су створили јаки везни ред што је довело до брзог успеха тако да је Арсенал те сезоне освојио дуплу круну - Премијер лигу и ФА куп. Током три сезоне играња за лондонски клуб, Пети је скупио укупно 118 наступа у свим такмичењима и 11 голова.
У лето 2000. Пети заједно са саиграчем Марком Овермарсом одлази у Барселону. Каталонски клуб га је купио за 7 милиона фунти. Током краткотрајног периода у клубу, играо је у одбрани, неколико пута се повредио те је био резервни играч. У својој биографији објављеној 2008. Пети је посебно поглавље посветио Барселони, те је написао да тадашњи тренер Лоренц Сера Ферер није ни знао која је му је позиција на терену када је доведен из Арсенала.
Након једне сезоне на Камп ноу, играч се повезивао са енглеским клубовима као што су Манчестер јунајтед, Челси и Тотенхам хотспур. Пети је 2001. потписао за Челси док је вредност трансфера износила 7.500.000 фунти. У почетку је био члан прве екипе у разочаравајућој дебитантској сезони. Тада је играо у финалу ФА купа којег је на послетку освојио његов бивши клуб Арсенал. Свој први гол за Челси је постигао у првенственој 2:1 победи против Дерби каунтија 30. марта 2002.
Током друге сезоне у Челсију, Петијева игра се значајно побољшала. У везном реду је играо одлично са Френком Лампардом и за клуб је постигао два гола. Први је био против Евертона у Лига купу а други против Арсенала у првенству. Међутим, након серије повреда колена Пети се удаљио од првог састава. Своју последњу утакмицу за клуб је одиграо 1. фебруара 2004. против Блекбурн роверса.
Након тога је у лето 2004. напустио клуб као слободан играч. Тада га је његов бивши клуб Арсенал хтео довести у своје редове, али се од тога одустало због Петијеве лоше кондиције. Током следећих шест месеци Пети је намеравао пронаћи нови клуб, па је тренирао са Болтоном. Међутим, када је сазнао да мора на нову операцију колена и схватио да се неће моћи вратити у ранију форму, Пети је 20. јануара 2005. објавио повлачење из фудбала.

## Репрезентативна каријера
Члан репрезентације Француске Пети је био доста дуго (од 1990. до 2003). У том периоду је са „Триколорима“ наступао на два европска (Шведска 1992. и Холандија / Белгија 2000.) и два светска (Француска 1998. и Јапан / Јужна Кореја 2002.) фудбалска првенства.
Као члан тада моћне репрезентације са краја 1990-их, Пети је са „Триколорима“ 1998. освојио Светско првенство да би 2000. био остварен исти успех и на Европском првенству. На Светском првенству у Француској, Пети је постигао два гола за репрезентацију. Први је био против Данске у групи а други у финалу против Бразила. Управо је његов гол био јубиларни 1000-ти у историји Француског фудбалског савеза и последњи на Светском првенству на крају 20. века.

## Успеси

### Клупски
Монако
- Првенство Француске (1): 1996/97.
- Куп Француске (1): 1990/91.

Арсенал
- Премијер лига (1): 1997/98.
- ФА куп (1): 1997/98.
- ФА Комјунити шилд (2): 1998, 1999.

### Репрезентативни
Француска
- Светско првенство (1): 1998.
- Европско првенство (1): 2000.